# 小高直子
小高 直子（こたか なおこ、1969年〈昭和44年〉8月16日 – ）は、CBCテレビ（CBC）のアナウンサー。戸籍上での本名は竹地 直子（たけち なおこ）。

## 人物
奈良県奈良市生まれ、10歳で兵庫県尼崎市に転居。血液型はB型。2歳年下の弟がいる。兵庫県立尼崎高等学校を経て関西学院大学卒業。学生時代には準ミス尼崎に選出された経験をもつ。
同大学卒業後、1992年CBC入社。同期には原元美紀、角田美保（ともに現在はフリー）、角上清司（2016年6月から2025年6月迄アナウンス業から離れた後復帰）、中西直輝（現在報道部）、森合康行（現在営業局営業部長）がいる。ちなみに毎日放送（MBS）も受験したが落ちている。入社直後を除き、ラジオ番組をメインに担当してきた。
1996年11月に当時の同局アナウンサー（後に報道局に異動。2024年にアナウンサーに復帰し、現在は総合編成局編成部兼アナウンス部所属） 竹地祐治と結婚（交際は入社間もなくの頃からであり、大園康志（アナウンサー（当時））が仲を取り持った。）。以降、1998年に長女を、2002年に長男をそれぞれ出産し、一女一男の母である（そのため、「聞けば〜」もそれぞれ半年間産休を取っている）。夫の大叔父には外交官・杉原千畝がいる。

## 現在の出演番組

### テレビ
- CBCニュース

### ラジオ
- つボイノリオの聞けば聞くほど（1993年の開始当初から担当）
- キユーピーラジオクッキング
- チビっ子作文教室
- 中日新聞ニュース（北野誠のズバリ内で不定期担当）

## 過去の出演番組
- CBCニュースワイド（リポーター 1992年度）
- 江崎明のサタデーワイド（1993年）

## ラジオCM
- 再春館製薬所「痛散湯」
- 雪印乳業「毎日骨ケアMBP」
- 米屋の手作りおにぎり多司

## その他
- ころんちゃん（2000年代から2010年代のCBCマスコットキャラクター） - 声担当（2代目。初代は松本梨香）